# Spinozotroctes
Spinozotroctes – rodzaj chrząszczy z rodziny kózkowatych. 

## Zasięg występowania
Przedstawiciele tego rodzaju występują w Ameryce Południowej, w Gujanie Francuskiej.

## Systematyka
Do Spinozotroctes zaliczane są 2 gatunki:
- Spinozotroctes seraisorum
- Spinozotroctes thouvenoti.